# Ризоев, Джиёнхон
Джиёнхон Ризоев (тадж. Ҷиёнхон Ризоев; 15 марта 1948 — 27 октября 1992) — таджикистанский политический деятель, председатель Кулябского облисполкома (1992).

## Биография
Родился 15 марта 1948 года в кишлаке Дашти Джум Ленинградского (Шурабадского) района Хатлонской области в семье служащего. Член КПСС с 1971 по 1991 год.
Окончил юридический факультет Таджикского государственного университета имени Ленина (1970, с красным дипломом). В 1969—1971 годах служил в Советской армии (в Казахстане, командир взвода), затем работал зав. орготделом Восейского райкома комсомола.
С 1972 года на службе в органах внутренних дел:
- 1972—1982 следователь, старший следователь, заместитель начальника ОВД города Куляб по особо важным делам,
- 1982—1984 учёба в Академии МВД СССР (окончил с отличием),
- 1984—1986 заместитель начальника, с 1985 начальник отдела УВД Кулябской области.
- 1985—1991 на руководящих должностях в МВД Таджикской ССР и Кулябском УМВД.
- 1991—1992 начальник УВД по Кулябской области.

В августе 1992 года, после начала гражданской войны,  назначен председателем Кулябского облисполкома.
Застрелен во время переговоров с лидером «Народного фронта» Сангаком Сафаровым близ города Калининабад (ныне Левакант) 27 октября 1992 года. Предположительно, его убили за призыв вывести кулябские формирования из Курган-Тюбе и сложить оружие; по сообщениям таджикского телевидения тех дней, он был застрелен по требованию Сангака Сафарова (по другой версии, Сафаров лично застрелил его). 
На его место был назначен будущий Президент Таджикистана Эмомали Рахмонов.
Жена — Муяссара Фатоева.